# Moriville
Moriville é uma comuna francesa na região administrativa de Grande Leste, no departamento de Vosges. Estende-se por uma área de 25,05 km². Em 2010 a comuna tinha 437 habitantes (densidade: 17,4 hab./km²).